# خاویر مارتین موسی
خاویر مارتین موسی (انگلیسی: Javier Martín Musa؛ زادهٔ ۱۵ ژانویهٔ ۱۹۷۹) بازیکن فوتبال اهل آرژانتین است.
از باشگاه‌هایی که در آن بازی کرده‌است می‌توان به باشگاه فوتبال اولسان هیوندای، باشگاه ورزشی ماریتیمو، باشگاه فوتبال بیجینگ گوان، باشگاه فوتبال سوون سامسونگ، و باشگاه فوتبال راسینگ کلوب آویاندا اشاره کرد.